# James Anseeuw
James Anseeuw (16 de septiembre de 1959) es un jugador de curling adaptado canadiense. Como el atleta paralímpico canadiense de mayor edad, ayudó a su equipo a ganar una medalla de bronce en los Juegos Paralímpicos de Invierno de 2018 en Corea del Sur.

## Biografía
Anseeuw nació el 16 de septiembre de 1959 en Oak Bluff, Manitoba, Canadá.

## Carrera
En la década de 1990, era un piloto de motonieve semiprofesional hasta que quedó paralizado después de un accidente el 27 de marzo de 1999. En el momento del accidente, se desempeñaba como gerente del equipo Flying Canucks y coordinador de carreras canadienses de Arctic Cat.  Arctic Cat's comenzó un fondo fiduciario a su nombre, y Blair Morgan comenzó a recaudar dinero para la investigación de la médula espinal.
En 2014, se convenció de practicar curling adaptado por medio de Dennis Thiessen. Se entrenó con el Assiniboine Curling Club y compitió con el Equipo Manitoba en el campeonato canadiense de curling en silla de ruedas 2014, donde terminaron en primer lugar. Unos años más tarde, en 2017, volvió a ganar el oro con el Equipo Manitoba en el Campeonato.
Finalmente, a la edad de 58 años, fue el atleta de mayor edad seleccionado para competir por el Equipo de Canadá en los Juegos Paralímpicos de Invierno de 2018 en Corea del Sur. Sin embargo, el equipo fue eliminado en las semifinales, quedándose con la medalla de bronce.